# Günzlas
Günzlas ist ein Weiler auf der Gemarkung Punreuth im oberpfälzischen Landkreis Tirschenreuth.

## Geografie
Der Weiler liegt im Südwesten des Fichtelgebirges am nordöstlichen Fuß des 711 Meter hohen Tannenberges.  Günzlas ist ein Ortsteil der Gemeinde Immenreuth und liegt drei Kilometer nördlich von deren Gemeindesitz.

## Geschichte
Das bayerische Urkataster zeigt Günzlas in den 1810er Jahren noch als Einöde, die aus zwei etwa einhundert voneinander liegenden Herdstellen besteht. Seit dem bayerischen Gemeindeedikt von 1818 hatte Günzlas zur politischen Gemeinde Punreuth gehört, die zum Zeitpunkt der Gemeindegründung neben dem Hauptort Punreuth noch aus drei weiteren Ortschaften bestand. Als die im Jahr 1925 lediglich 163 Einwohner zählende Gemeinde Punreuth 1946 aufgelöst wurde, wurde Günzlas in die Gemeinde Lenau eingegliedert. Als auch die Gemeinde Lenau mit der bayerischen Gebietsreform aufgelöst wurde, wurde Günzlas zusammen mit einigen anderen Ortsteilen in die Gemeinde Immenreuth eingegliedert.
| Jahr          | 001824 | 001871 | 001885 | 001900 | 001925 | 001950 | 001961 | 001970 | 001987 |
| Einwohnerzahl | 14     | 17     | 17     | 12     | 12     | 14     | 11     | 7      | 10     |